# Будапештський метрополітен
Будапештський метрополітен (угор. Budapesti metró) — система ліній метрополітену в столиці Угорщини Будапешті.
Складається з чотирьох ліній, три з яких перетинаються на одній пересадковій станції «Деак Ференц тер». Загальна довжина ліній 38.2 км, 52 станцій. Метро в робочий день перевозить в середньому 828000 осіб. Цікаві факти метрополітену Будапешта: Четверта(зелена гілка) не має в кабіні потяга машиніста - цим процесом керує бортовий комп'ютер. Іншим фактом є те що для третьої (Синя гілка) вагони поставляв Митищенський завод (СРСР \ Росія) тому вона немає суцільного проходу від голови до хвоста та само як і жовта.

## Історія

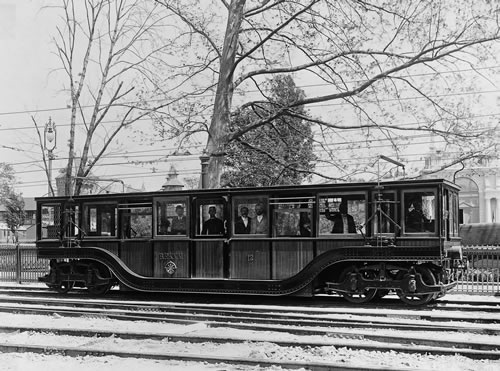
Будапештський Метрополітен став першим метрополітеном континентальної Європи

Будапешт, як столиця Угорщини і Транслейтанії в цілому мав важливе промислове та культурне значення і був одним з найбільших міст Австро-Угорської імперії. Зростаюче населення міста потребувало якісного міського транспорту і ще у 1870 році Національна Асамблея Угорщини ухвалила рішення про будівництво в Будапешті метрополітену.
Більшість станцій (всі, окрім трьох) знаходиться на низькому (лівому) березі Дунаю — в Пешті.
Стара лінія метро (угор. Földalatti (Фьольдолотті — Підземка)) стала першим «повноцінним» метро на Європейському континенті.
Будівництво метрополітену розпочалося в 1894 році німецькою компанією Siemens & Halske AG в Пештській частині міста, вздовж проспекту Дьюли Андраші. Лінія була відкрита в 1896 році до 1000-річчя Набуття батьківщини (приходу угорців на Дунай).
Після запуску четвертої лінії планується будівництво п'ятої.

## Оплата проїзду
Вартість проїзного квитка — 500 HUF. Квиток дійсний до закінчення поїздки на мережі метрополітену у разі використання метро. Подорож має бути завершено не пізніше 80 хвилин з моменту підтвердження або 120 хвилин у нічних рейсах. Блок із 10 квитків коштує 4500 HUF. Крім того, є квитки для необмеженого проїзду Budapest travelcard на 1 день — 2500 HUF, на 3 дні — 5500 HUF. Для туристів пропонуються спеціалізовані карти — Budapest Card. На додаток до безкоштовного проїзду громадським транспортом по карті пропонується кілька інших послуг, таких як безкоштовне та пільгове відвідування музеїв та термальних ванн, а також знижки на харчування та культурні заходи. Вартість карток на 1 день — 11990 HUF, на 2 дні — 17990 HUF, на 3 дні — 22990 HUF.

## Галерея

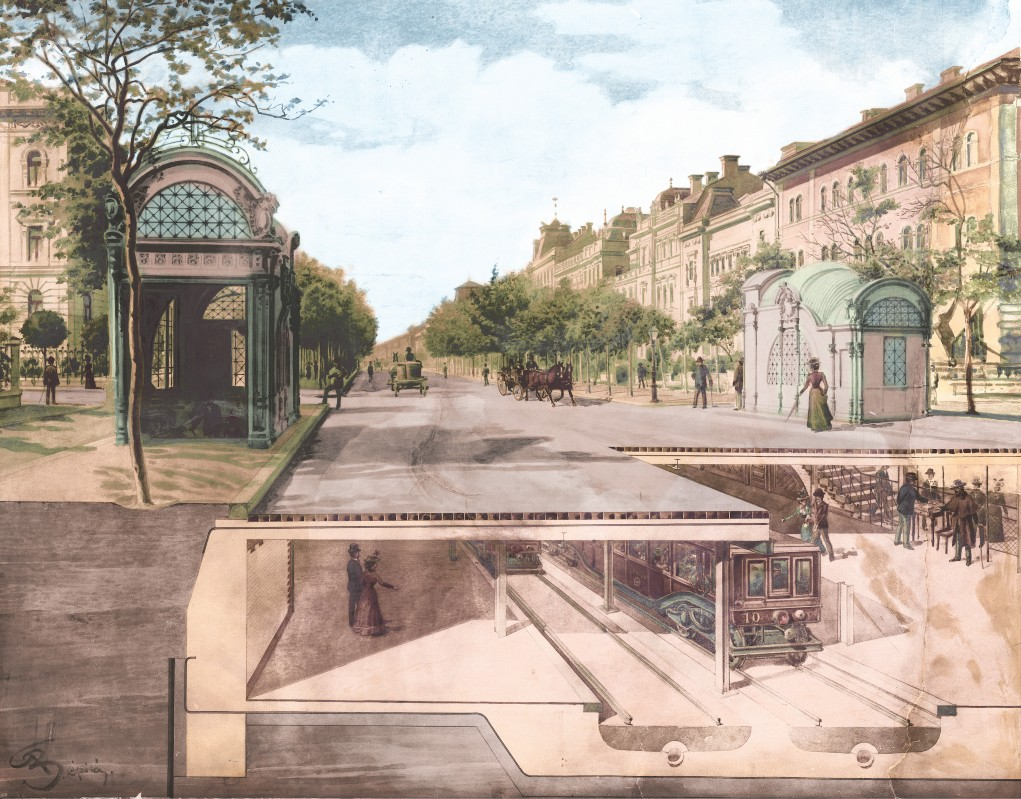
Підземка (Földalatti)
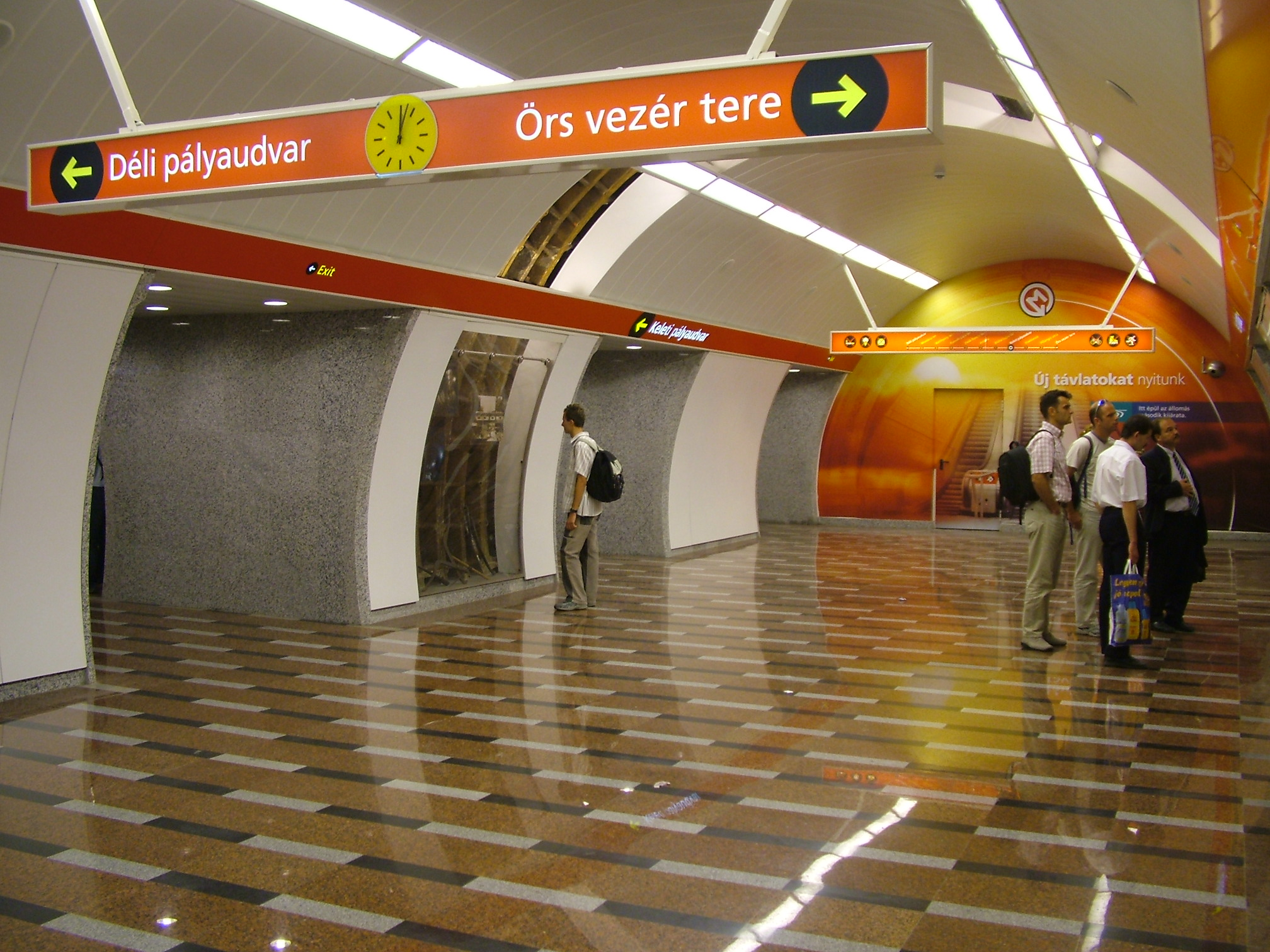
"Келеті пайаудвар" (Keleti pályaudvar)
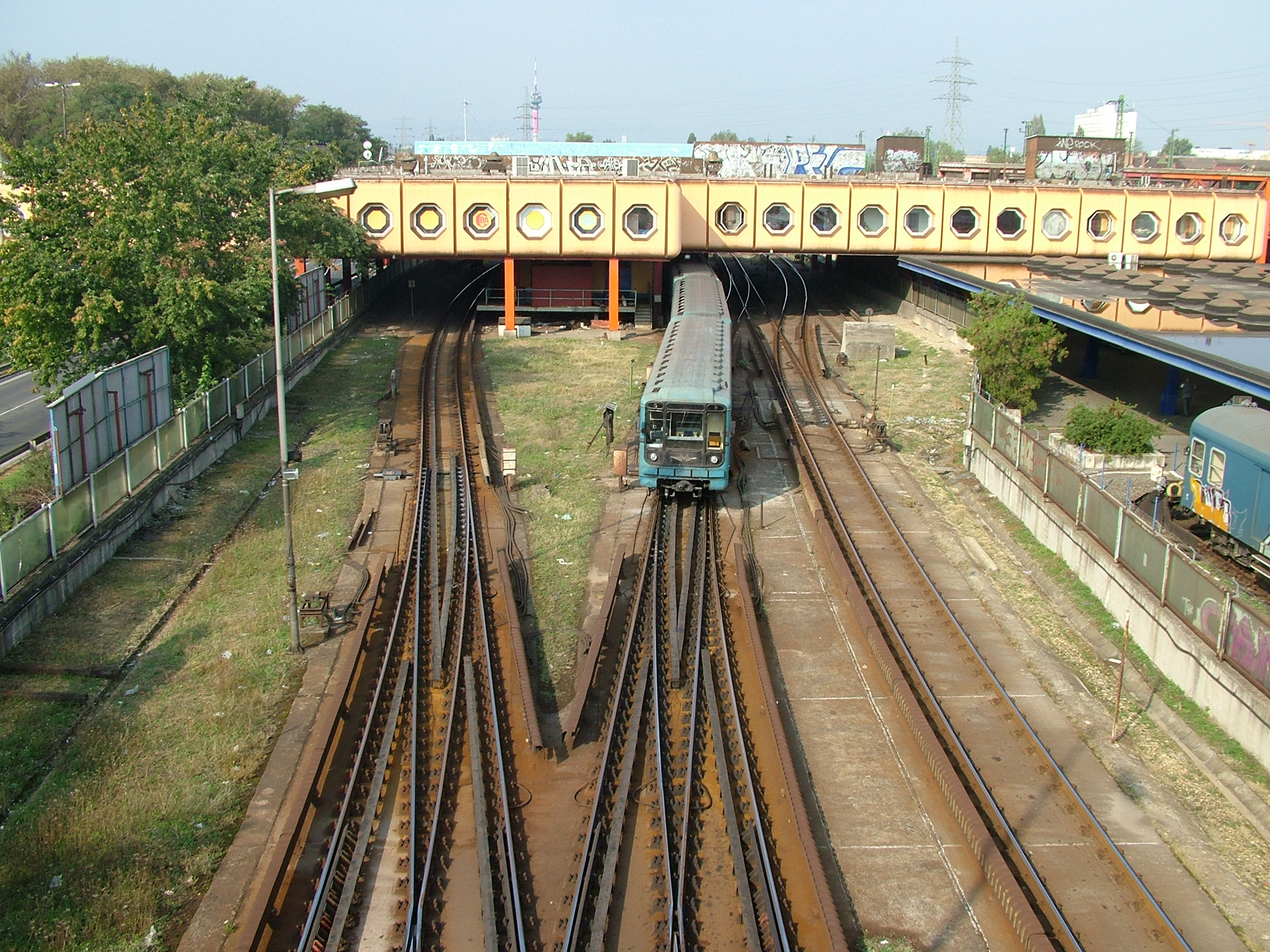
"Кьобанья-Кішпешт" (Kőbánya-Kispest)
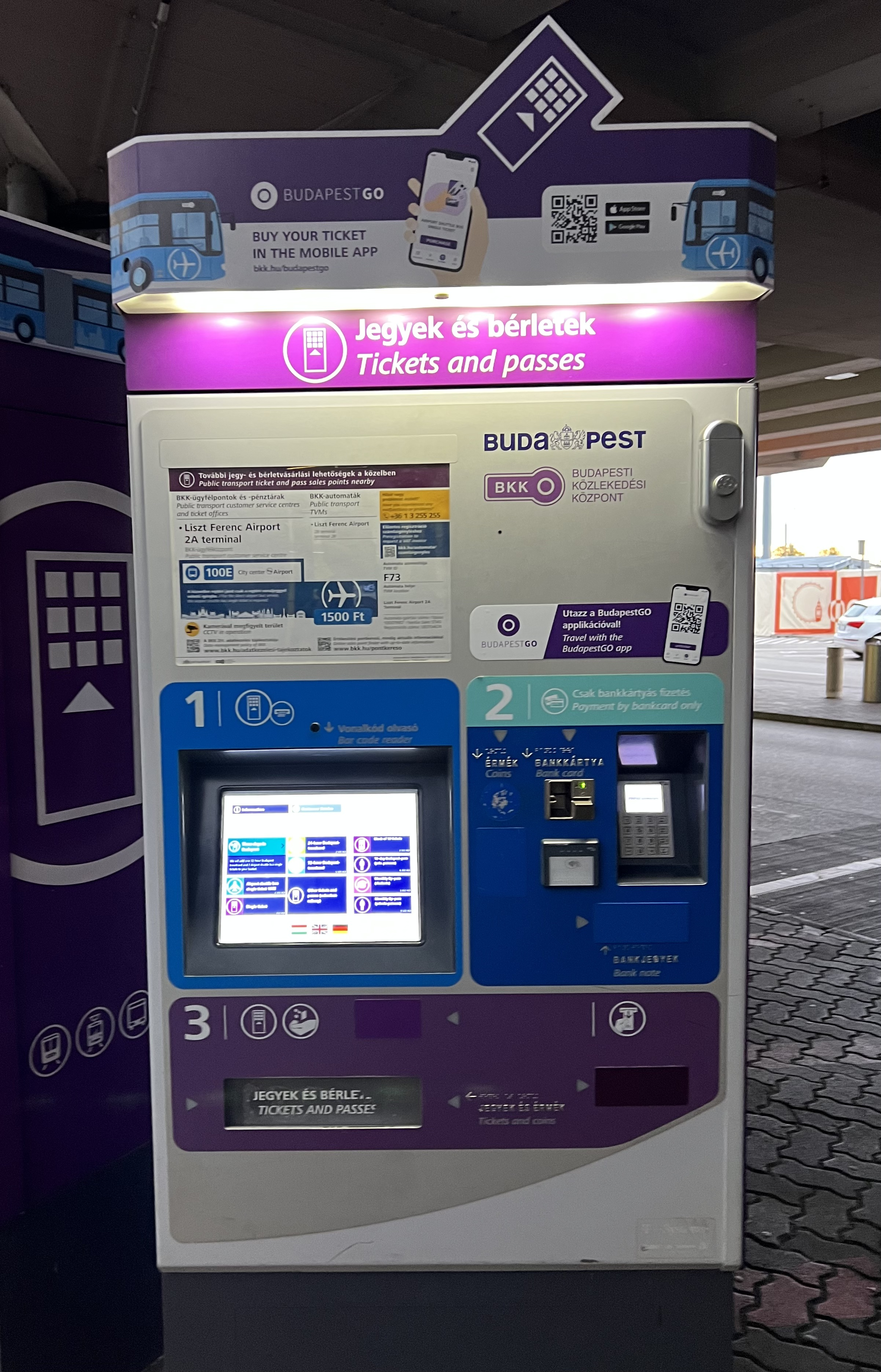
Автомат з продажу квитків